# Malawi-Kwacha

5-Kwacha-Banknote von 1997 mit dem Bild von John Chilembwe.

Der Kwacha ist die Währung Malawis, er wurde 1970 eingeführt. Ein Kwacha ist in 100 Tambala (Abkürzung: t) unterteilt. Kwacha ist Chichewa und bedeutet übersetzt „Morgendämmerung“ oder auch „Aufbruch“; Tambala bedeutet „Hahn“ (ein Hahn ist das Symbol der Malawi Congress Party, kurz MCP).
Die aktuelle Banknoten-Serie zu 20, 50, 100, 200, 500 und 1000 Kwacha wurde 2012 ausgegeben. Im November 2016 wurde von der Reserve Bank of Malawi (RBM) eine 2000-Kwacha-Note herausgegeben, um die chronische Geldknappheit einzudämmen. Zuvor war eine Serie mit Werten von 5 bis 500 Kwacha im Umlauf, in der alle Banknoten eine einheitlich gestaltete Vorderseite mit dem Bild von John Chilembwe hatten, die Rückseiten zeigten verschiedene Bauwerke und landestypische Szenen. Die in der ersten Banknoten-Serie von 1971 enthaltenen 50 Tambala und 1 Kwacha wurden 1986 durch Münzen in den gleichen Wertstufen ergänzt; eine 2-Kwacha-Banknote wurde nur bis 1973 ausgegeben. Seit 2006 sind auch Bimetall-Münzen im Wert von 5 und 10 Kwacha im Umlauf.
Es existieren außerdem Münzen zu 1, 5 und 10 Kwacha.

## Banknoten
| Serie von 2014–2016 | Serie von 2014–2016 | Serie von 2014–2016 | Serie von 2014–2016 | Serie von 2014–2016 | Serie von 2014–2016                                                                     | Serie von 2014–2016                                | Serie von 2014–2016                                 | Serie von 2014–2016 |
| Abbildung           | Abbildung           | Wert                | Größe in Millimeter | Farbe               | Beschreibung                                                                            | Beschreibung                                       | Beschreibung                                        |                     |
| Vorderseite         | Rückseite           | Wert                | Größe in Millimeter | Farbe               | Vorderseite                                                                             | Rückseite                                          | Wasserzeichen                                       |                     |
| ------------------- | ------------------- | ------------------- | ------------------- | ------------------- | --------------------------------------------------------------------------------------- | -------------------------------------------------- | --------------------------------------------------- | ------------------- |
|                     |                     | 20                  | 128 × 64            | Violett             | Malawische Zentralbank in Lilongwe; Inkosi ya Makhosi M’mbelwa II (Lazalo Mkhuzo Jere)  | Machinga Teachers Training College, Bücherstapel   | Inkosi ya Makhosi M’mbelwa II (Lazalo Mkhuzo Jere)  |                     |
|                     |                     | 50                  | 128 × 64            | Hellgrün            | Malawische Zentralbank in Lilongwe; Inkosi Ya Makhosi Gomani II (Philip Zitonga Maseko) | Elefant und Safarifahrzeug im Kasungu-Nationalpark | Inkosi Ya Makhosi Gomani II (Philip Zitonga Maseko) |                     |
|                     |                     | 100                 | 128 × 64            | Rot                 | Malawische Zentralbank in Lilongwe; James Frederick Sangala                             | College of Medicine in Blantyre; Stethoskop        | James Frederick Sangala                             |                     |
|                     |                     | 200                 | 132 × 66            | Blau                | Malawische Zentralbank in Lilongwe; Rose Lomathinda Chibambo                            | Neues Parlamentsgebäude in Lilongwe                | Rose Lomathinda Chibambo                            |                     |
|                     |                     | 500                 | 132 × 66            | Braun               | Malawische Zentralbank in Lilongwe; Reverend John Chilembwe                             | Mulunguzi-Damm in Zomba, Wasserhahn                | John Chilembwe                                      |                     |
|                     |                     | 1000                | 132 × 66            | Grün                | Malawische Zentralbank in Lilongwe; Dr. Hastings Kamuzu Banda                           | Maissilos in Mzuzu                                 | Dr. Hastings Kamuzu Banda                           |                     |
|                     |                     | 2000                | 135 × 66            | Gelb                | Malawische Zentralbank in Lilongwe; Reverend John Chilembwe                             | Technische Universität Malawi im Thyolo District   | John Chilembwe                                      |                     |